# هیوری ساکورادا
هیوری ساکورادا (انگلیسی: Hiyori Sakurada؛ زادهٔ ۱۹ دسامبر ۲۰۰۲) بازیگر اهل ژاپن است.
از فیلم‌ها یا برنامه‌های تلویزیونی که وی در آن نقش داشته‌است می‌توان به وقتی که پرده دعا فرو می‌ریزد اشاره کرد.